# شهرستان کویبیشفسکی (استان روستوف)
شهرستان کویبیشفسکی (به لاتین: Kuybyshevsky District) یک شهرستان در روسیه است که در استان روستوف واقع شده‌است.